# Бор, Харальд
Харальд Август Бор (дат. Harald August Bohr; 22 апреля 1887[…], Копенгаген — 22 января 1951[…], Хеллеруп, Копенгаген) — датский математик и футболист. Серебряный призёр Олимпийских игр 1908 года. Известен своими работами в области теории функций. Брат физика Нильса Бора.

## Биография
Харальд Бор родился в 1887 году в Копенгагене в семье профессора физиологии Копенгагенского университета Кристиана Бора и Эллен Адлер (1860—1930), дочери влиятельного и весьма состоятельного еврейского банкира и парламентария-либерала Давида Баруха Адлера (1826—1878, датск.) и Дженни Рафаэл (1830—1902) из британской еврейской банкирской династии Raphael Raphael & sons. Во время учёбы в Копенгагенском университете играл на позиции полузащитника за столичную команду «АБ». Был включен в самый первый состав национальной команды, которая лишь в финале олимпийского турнира 1908 года уступила англичанам. Провёл за сборную 4 матча, в том числе самый первый в её истории — 19 октября 1908 года против второй команды Франции в рамках Олимпиады-1908, закончившейся победой датчан со счётом 9:0. Харальд Бор забил в этой встрече оба своих мяча в составе национальной команды.
После окончания в 1910 году университета и защиты докторской диссертации решил сосредоточиться на научной деятельности. В 1915—1930 годах работал профессором Копенгагенского политехнического института, с 1930 года — Копенгагенского университета, одновременно занимая пост директора Математического института при университете. В 1943 году, во время нацистской оккупации Дании, покинул родину и два года провел в Швеции.

## Научная деятельность
Научные работы Харальда Бора относятся в основном к теории функций. Изучил некоторые вопросы теории рядов Дирихле: применил к ним суммируемость по Чезаро; построил распределение значений функций, даваемых этими рядами; разработал метод, комбинирующий арифметические, геометрические и теоретико-функциональные построения. Работа в этом направлении привела к построению в 1924—1926 годах теории почти периодических функций. Совместно с гёттингенским математиком Эдмундом Ландау построил распределение нулей дзета-функций Римана (так называемая теорема Бора — Ландау).
В 1934 Бор, используя комплексный анализ, доказал теорему о том, что для вещественных чисел {\displaystyle \theta _{1},\dots ,\theta _{n},\alpha _{1},\dots ,\alpha _{n}} (таких, что {\displaystyle \theta _{1},\dots ,\theta _{n}} линейно независимы по модулю 1, то есть их линейная комбинация никогда не целое число) и всякого вещественного числа {\displaystyle \varepsilon >0} существуют сколь угодно большие вещественные числа {\displaystyle t} такие, что при некоторых целых {\displaystyle p_{1},\dots ,p_{n}} выполнено {\displaystyle |t\theta _{k}-\alpha _{k}-p_{k}|<\varepsilon } для {\displaystyle k=1,\dots ,n}.
Именем Харальда Бора названы равномерные почти периодические функции.

## Спортивная статистика

### Матчи Бора за сборную Дании
| Матчи Бора за сборную Дании | Матчи Бора за сборную Дании | Матчи Бора за сборную Дании | Матчи Бора за сборную Дании | Матчи Бора за сборную Дании | Матчи Бора за сборную Дании |
| №                           | Дата                        | Соперник                    | Счёт                        | Голы Бора                   | Соревнование                |
| --------------------------- | --------------------------- | --------------------------- | --------------------------- | --------------------------- | --------------------------- |
| 1                           | 19 октября 1908             | Франция                     | 9:0                         | 2                           | Олимпийские игры 1908       |
| 2                           | 22 октября 1908             | Франция                     | 17:1                        | —                           | Олимпийские игры 1908       |
| 3                           | 24 октября 1908             | Великобритания              | 0:2                         | —                           | Олимпийские игры 1908       |
| 4                           | 5 мая 1910                  | Англия (люб.)               | 2:1                         | —                           | Товарищеский матч           |

Итого: 4 матча / 2 гола; 3 победы, 0 ничьих, 1 поражение.